# Üzemanyagcímkék

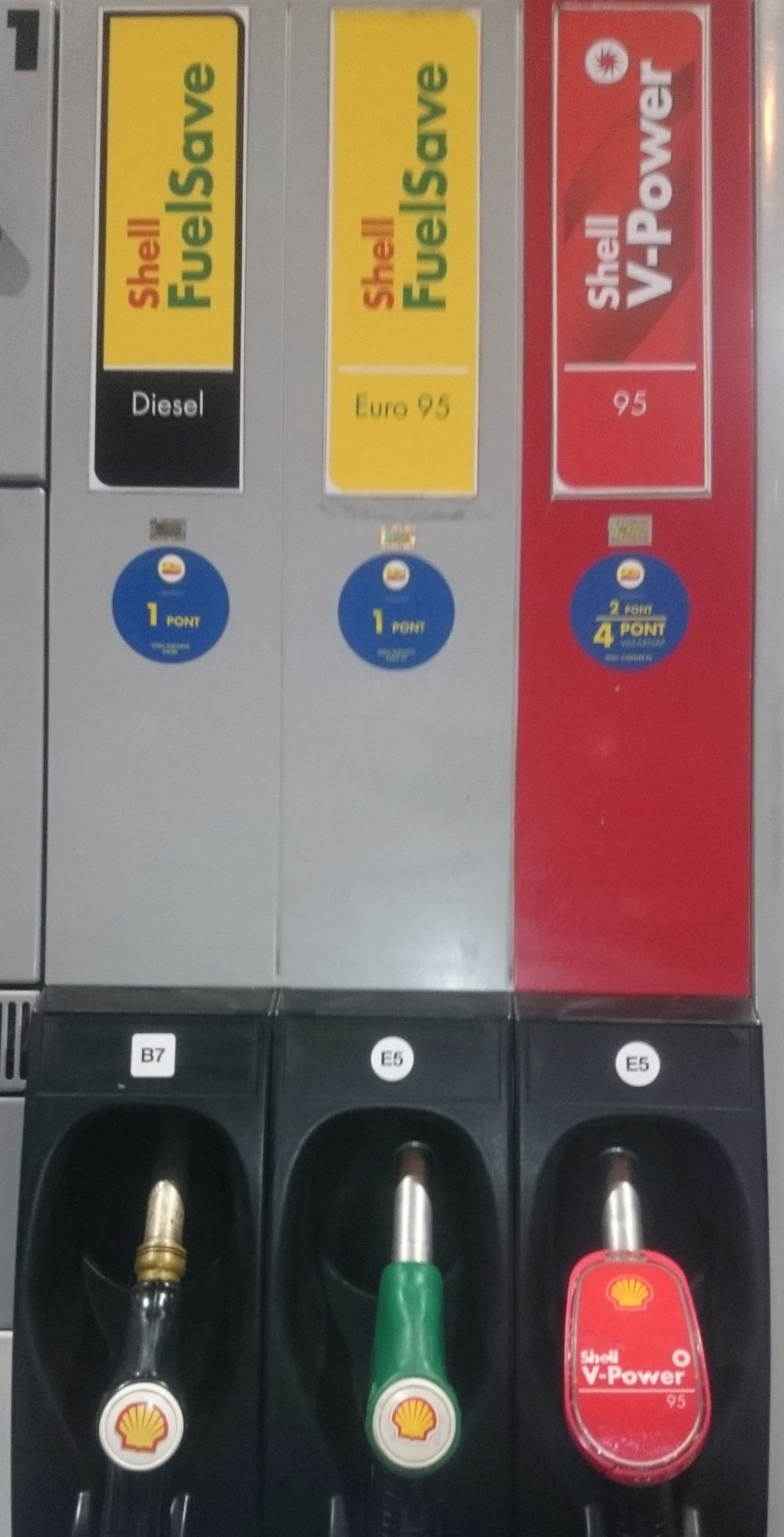
Példa az üzemanyagcímkék alkalmazására.

Az Európai Parlament és a Tanács 2014/94/EU irányelve 2018. október 12-től új üzemanyag jelölő címkékkel azonosítja az üzemanyagokat az Európai Unió mind a 28 tagállamában, az EGT országokban (Izlandon, Lichtensteinben, Norvégiában), továbbá Macedóniában, Szerbiában, Svájcban és Törökországban, ahol a CEN standardjait használják. A járműveken elhelyezik a címkéket, valamint valószínűleg a kutakon is alkalmazzák ezeket a jelöléseket. A jelölések egységesen fekete fehérek; a benzinhez a CEN EN228 szabvány szerint kör; a dízelhez a CEN EN590 szabvány szerint lekerekített sarkú négyzet; a gáz alapú üzemanyagokra pedig a szintén lekerekített sarkú rombusz jel használandó. Az ábrákban betűk és számok jelölik a különféle típusokat.
Az új jelölések a benzin és a gázolaj esetén a biokomponensek kihangsúlyozását helyezik előtérbe. Benzin esetén ezt hivatott jelölni az E betű, ami etanolt. Gázolaj esetében pedig a B, ami biokomponenst jelöl. Az utánuk következő szám pedig az etanol és a biokomponens százalékos maximális arányát jelzi.
Egyes országokban, ahol a magasabb oktánszámú üzemanyagok neve nem a petróleum szóból ered, mint Magyarországon is (benzin), ott adhat némi félreértésre okot a kutakon a B betű, ami a gázolajat (dízelt) jelöli.

## Címkék a gyakorlatban
A címkéket az üzemanyagtöltő állomásokon a kútoszlopokra és a tankoló pisztolyra is ki kell tenni. A kutak régi jelöléseket is használhatják az újak mellett. Az újak egységes felhelyezése előírás, míg a régiek megtartásáról a kutak szabadon dönthetnek. Az újonnan gyártott járművek esetén a tanksapka közvetlen közelébe kell elhelyezni a jármű által használható üzemanyagokról tájékoztató szabványos jelölésű címkét. Az újonnan megjelenő járművek hagyományos és elektronikus kézikönyveiben is alkalmazandó a jelölés. Valamint a jármű értékesítő helyeken is használni kell őket.

## Címkézendő járművek köre
- Mopedek, motorkerékpárok, triciklik és négykerekű motorkerékpárok
- Személygépkocsik
- Könnyű haszongépjárművek
- Nehéz tehergépjárművek
- Autóbuszok